# Contea di Ningshan
La contea di Ningshan (宁陕县S, Níngshǎn XiànP) è una contea della Cina, situata nella provincia dello Shaanxi e amministrata dalla prefettura di Ankang.